# Robin de Ruiter
Robin de Ruiter (* 1951 in Enschede) ist ein niederländischer Autor und Verschwörungstheoretiker.

## Leben
De Ruiter studierte in Spanien Theologie sowie Geschichte und lebt bis heute dort. Er war zunächst freier Mitarbeiter bei verschiedenen spanischen Periodika, bei denen er zu religiösen und politischen Themen veröffentlichte. Später verfasste er Bücher über die Zeugen Jehovas sowie zu Verschwörungstheorien um eine Neue Weltordnung und zu den Verschwörungstheorien zum 11. September 2001, wobei er die USA als eigentliche Drahtzieher der Anschläge vermutet. In  Der 11. September 2001 geht de Ruiter davon aus, dass sämtliche „Juden und Israelis“, die im World Trade Center arbeiteten, an diesem Tag nicht zur Arbeit erschienen seien und dass die „Abwesenheit der Israelis von ihrem Arbeitsplatz am Tag der Katastrophe ihren Grund in Hinweisen des israelischen Geheimdienst Shabak hatte“, der sie gewarnt habe.
Er veröffentlichte das in Frankreich inzwischen verbotene, antisemitische und verschwörungstheoretische Buch Die 13 satanischen Blutlinien. Er veröffentlichte im Zambon-Verlag die deutsche Ausgabe von Der 11. September 2001 – Der Reichstag des George W. Bush, in dem  Spekulationen zu den Terroranschlägen am 11. September 2001 verbreitet werden. Der Antisemitismus de Ruiters ist aber weniger völkisch motiviert, der Rechtskatholik sieht das Judentum wie auch den deutschen Nationalsozialismus als Werkzeuge einer globalen Verschwörung von Illuminaten bzw. Antichristen. Trotzdem beruft sich de Ruiter gelegentlich auch auf die gleichen Quellen wie die Völkische Bewegung, indem er sich auf Behauptungen der als antisemitische Erfindung bekannten Protokolle der Weisen von Zion beruft.